# 루강진

루강 진의 위치

루강진(한국어: 녹항진, 중국어: 鹿港鎮, 병음: Lùgǎng Zhèn)은 중화민국 장화 현의 진이다. 넓이는 39.4625km2이고, 인구는 2015년 8월 기준으로 86,318명이다.

## 지리
루강 진은 창화 평원 북서부의 루강시(鹿港渓) 북안에 위치하고 있다. 서쪽은 타이완 해협에 접하고 동쪽은 슈수이 향과 남쪽은 루강시를 사이에 두고 푸싱 향과 북쪽은 판야거우(番雅溝)를 사이에 두고 셴시 향 및 허메이 진과 접하고 있다.

## 역사
루강은 타이완 서해안의 중간에 위치하고 청의 통치 시대에는 천연의 양항이자 상업의 중심지로서 발전했다. 루강은 원래 대만 원주민 평포족 파젯헤족의 거주지이며, Rokau-an을 대만 어음으로 나타낸 녹자항(鹿仔港)이 후에 녹항이 되었다고 한다.
네덜란드 통치 시대에 정씨왕국 때부터 청초까지는 마지린사(馬芝遴社)로 불리고 있었고 녹항의 이름이 문헌상에 나타나는 것은 1784년이다. 이 때부터 녹항과 복건성 감강의 사이에 항로가 열려 녹항의 황금 시대가 시작되었다. 1785년부터 1845년까지가 녹항의 전성기로, 인구는 약 10만 명으로 당시의 대만의 제2의 도시였다. 대만어로 '일부(대만부성이 놓여있던 타이난시), 이록(루강), 삼맹갑(지금의 타이베이시 완화 구)'으로 아울러 일컬어졌다. 또, 19세기 말기에는 녹항이 대만 남북의 경계로 여겨져 지금도 대만어로 중남부를 하항(下港 녹항의 아래쪽=남방), 북부를 정항(頂港, 녹항의 위쪽=북방)이라고 부른다. 당시의 녹항은 8대 상업 조직이 존재해 녹항8교(鹿港八郊)로 불리고 있었다.
그러나 시대가 지남에 따라 항만에 하천의 퇴적물이 퇴적되었고 또 일본 통치 시대에 장화 평원의 물산의 수송에 주 목적을 둔 것 때문에 종관선은 장화 역, 위안린 역을 경유하게 되어 철도 수송망으로부터 비껴간 루강의 경제적 번영은 종지부를 찍게 되었다.

## 교통
- 국도 1호선